# Група галунів

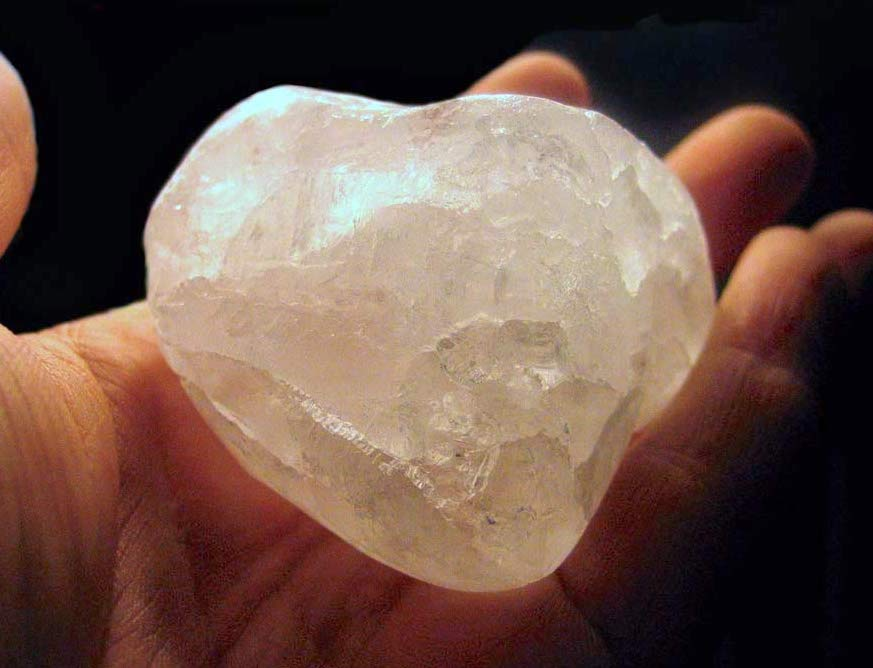
Кристал галуну

Галуни́ приро́дні — група мінералів, подвійних водних сульфатів алюмінію і лужних катіонів (Na+, K+, NH+
4, Tl+):
- Галун-(К) - KAl(SO4)2·12H2O
- Галун-(Na) - NaAl(SO4)2·12H2O
- Ланьмучаніт - Tl+Al(SO4)2·12H2O
- Чермігіт - (NH4)Al(SO4)2·12H2O

## Загальний опис
Загальна формула MAl(SO4)2·12Н2О, де M — Na+, К+, NH+
4, Tl+.
Розрізняють натрієві, калієві, амонієві галуни та інші. Форма реалізації — нальоти, вицвіти, плівки, рідше кристали. Колір білий, рідше рожевий. Твердість 2,5. Густина 1,60-1,75. Легкорозчинні.
При нагріванні гірських порід спочатку розплавляються у власній кристалізаційній воді, далі втрачають цю воду і перетворюються в так званий палений галун.
Утворюються при взаємодії сульфатної кислоти з алюмосилікатами в результаті сольфатарної і вулканічної діяльності, при вугільних пожежах, в посушливих місцях тощо. У природі зустрічаються рідко.
Використовуються в дубильному виробництві, хімічній промисловості, медицині як терпкий і припікний засіб, при фарбуванні тканин, для очищення вод тощо.